# Ridge Holland
 (juillet 2022).
Si vous disposez d'ouvrages ou d'articles de référence ou si vous connaissez des sites web de qualité traitant du thème abordé ici, merci de compléter l'article en donnant les références utiles à sa vérifiabilité et en les liant à la section « Notes et références ».
 (juillet 2022).
Luke Menzies (né le 29 mai 1988 à Liversedge) est un catcheur (lutteur professionnel) britannique. Il travaille actuellement à la World Wrestling Entertainment, dans la division NXT, sous le nom de Ridge Holland.
Il a passé la majorité de sa carrière en Rugby league dans différents clubs du Championship, faisant une apparition en Super League pour les Hull Kingston Rovers en 2008. Il a commencé à poursuivre une carrière de lutteur professionnel en 2016 et a signé avec la WWE en 2018. 

## Carrière dans le rugby
Menzies a signé pour Hull Kingston Rovers en septembre 2007, faisant une apparition en Super League en 2008. Il est ensuite apparu pour un certain nombre de clubs de ligue inférieure tels que Batley Bulldogs, Oldham, Dewsbury Rams, Hunslet Hawks et Swinton Lions. Il a rejoint les Salford Red Devils en 2014, faisant une apparition pour le club. En 2015, il a rejoint les York City Knights en prêt. Plus tard cette année-là, il a rejoint Halifax en prêt. En 2017, il a rejoint les Wolfpack de Toronto pour leur saison inaugurale.

## Carrière de catcheur

### Circuit indépendant (2016-2018)
Menzies a été formé pour être un lutteur professionnel par la légende du catch britannique Marty Jones, avant de se faire un nom dans le nord-est de l'Angleterre pour des promotions comme 3 Count Wrestling, New Generation Wrestling et Tidal Championship Wrestling.
En décembre 2017, Menzies a fait une apparition pour Defiant Wrestling dans un effort perdant contre Jurn Simmons.
Le 21 avril 2018, Menzies a battu El Ligero, Joseph Conners et le champion Rampage Brown dans un Fatal four-way Elimination match pour remporter le titre 3CW. Il finit par perdre le titre à nouveau au profit de Rampage Brown un mois plus tard, car ce dernier a signé un contrat avec la WWE et a déménagé en Floride.
Le dernier match de Menzies sur le circuit indépendant britannique a eu lieu le 23 juin pour la Southside Wrestling, où Menzies a été battu par Gabriel Kidd.

### World Wrestling Entertainment (2018-...)

#### NXT(2018-2021)
Le 7 juin 2018, il signe officiellement avec la World Wrestling Entertainment. 
Le 29 août à NXT, il fait ses débuts, dans la brand jaune, en perdant face à Keith Lee. 
Le 21 novembre 2019 à NXT UK, il fait ses débuts, en tant que Face, en battant Oliver Carter.
Le 4 octobre 2020 à NXT TakeOver: 31, après la conservation du titre de la NXT de Finn Bálor sur Kyle O'Reilly, il effectue un Heel Turn en balançant Adam Cole par-dessus la barricade, sous les yeux des deux hommes, après l'avoir précédemment attaqué. Trois soirs plus tard à NXT, il bat Danny Burch. Après le combat, Oney Lorcan tente de l'attaquer, mais il se réfugie à l'extérieur du ring et lors du saut suicide de ce dernier, il se blesse le genou en le réceptionnant et est évacué sur civière. À la suite de sa blessure au genou, il doit s'absenter pendant 9 mois et demi.
Le 27 juillet 2021 à NXT, il fait son retour de blessure, après 9 mois et demi d'absence, en aidant Oney Lorcan et Pete Dunne à battre Timothy Thatcher et Tommaso Ciampa, formant ainsi une alliance avec les deux hommes. Le 22 août lors du pré-show à NXT TakeOver: 36, il bat Trey Baxter.

#### SmackDown, The Brawling Brutes (2021–...)
Le 4 octobre à Raw, lors du Draft, il est annoncé être officiellement transféré à SmackDown par Sonya Deville. Le 19 novembre à SmackDown, il fait ses débuts, dans le show bleu, en aidant Sheamus à battre Cesaro, Ricochet et Jinder Mahal, formant ainsi une alliance avec l'Irlandais. La semaine suivante à SmackDown, il dispute son premier match en perdant face au Suisse.
Le 1er janvier 2022 lors du pré-show à Day 1, Sheamus et lui battent Cesaro et Ricochet. Pendant le combat, il se blesse le nez. Le 29 janvier au Royal Rumble, il entre dans son premier Royal Rumble masculin en 5e position, élimine Omos (aidé par AJ Styles, Austin Theory, Dominik Mysterio et Ricochet), avant d'être lui-même éliminé par The Phenomenal. Le 11 mars à SmackDown, Butch fait ses débuts, dans le show bleu, en s'alliant avec Sheamus et lui, formant ainsi un trio baptisé The Brawling Brutes. The Celtic Warrior et lui battent ensuite le New Day.
Le 3 avril à WrestleMania 38, ils rebattent leurs mêmes adversaires.
Le 3 septembre à Clash at the Castle, Butch et lui accompagnent Sheamus et le trio effectue un Face Turn, mais ils ne peuvent empêcher la défaite de l'Irlandais face à Gunther pour le titre Intercontinental de la WWE.
Le 5 novembre à Crown Jewel, ils ne remportent pas les titres par équipe de Raw et de SmackDown, battus par les Usos. Le 26 novembre aux Survivor Series WarGames, Drew McIntyre, Kevin Owens, Sheamus, Butch et lui perdent face à la Bloodline dans un Man's WarGames match.
Le 5 août à SummerSlam, il ne remporte pas la Slim Jim SummerSlam 25-Man Battle Royal, gagnée par LA Knight.

## Palmarès
- 3 Count Wrestling
  - 3CW Championship (1 fois)
- World Wrestling Entertainment
  - NXT Tag Team Championship (1 fois) - avec Andre Chase